# Tres escapularios
Tres escapularios es un largometraje colombiano de 2015. Escrita y dirigida por Felipe Aljure. La película sigue a Nico y Lorena, cuya misión consiste en matar a la excombatiente de un grupo armado cuyas declaraciones han provocado el bombardeo de un campamento. En su viaje de reconocimiento por el Caribe colombiano, la relación de los dos protagonistas pasa del trabajo compartido al romance, y a la confrontación ética que supone encontrar, cara a cara, a la mujer que buscan para matar.  La película cuenta con la participación de Mauricio Flores, Isabel Jiménez, Karen Gaviria, Luis Fernando Gil, Alma Rosa Martínez y Bianeis Urueta entre otros.  
La película se estrenó en el marco del 55° Festival de Cine de Cartagena.   Además, cosechó dos premios en el Festival de Cine Colombiano de Nueva York: Premio a Actriz Excepcional para Isabel Jiménez y Mejor película de Ficción. Los altos impuestos que durante un par de años tuvieron que pagar las producciones colombianas para llegar a salas demoraron en cerca de tres años la fecha de estreno de la película, al punto que casi no se estrena en salas comerciales.  Sin embargo, su llegada a salas fue el 23 de agosto de 2018.

## Argumento
Tres escapularios es una película que habla del acto de matar. Dos asesinos ideológicos, Nico y Lorena, tienen que cumplir con el cometido de matar a una exmilitante guerrillera cuyas declaraciones han provocado el bombardeo de un campamento guerrillero en donde murieron muchos combatientes. Nico y Lorena se ven por primera vez en Santa Marta y no se agradan. Él es de la guerrilla urbana de Bogotá, quien nunca ha matado y viene despechado por una traición de amor. Ella es una combatiente de Santa Marta que ha matado mucho y quien perdió a su novio y a su hijo no nato en el bombardeo al campamento que la exmilitante guerrillera delató. Tiene razones para estar llena de odio. La relación de Lorena y Nico se va tornando en un evento frenético.

## Producción
Fue rodada en Santa Marta, la Sierra Nevada, Tasajera, hacia el retén de Ciénaga y al final, en Tierra Bomba y Cartagena. "Creo que un factor fundamental fue el brillo de la luz del Caribe y la belleza y contrastes sociales de sus ciudades. El skyline de Cartagena visto desde la olvidada Tierra Bomba es un comentario en sí mismo. Siempre estuvo en el ADN de nuestro proyecto hacer una película de guerra en un entorno hermoso, sin camuflados, sin campos de batalla y sin ejércitos, pero capaz de conmover desde las palabras de sus diálogos, la fuerza de sus personajes y la tensión enorme de la historia", comentó Aljure.
El guion fue escrito en 2010 y se rodó en apenas 54 días, incluyendo viajes, de los cuales 42 fueron de rodaje.  Al respecto, Aljure comenta: "La hicimos desde la óptica de una película muy pequeña, no pretende ser una de gran formato. Es una película de doce amigos que tuvieron la idea de hacer un largometraje, cogimos cuatro carros, y nos fuimos a hacer una película con una cámara de fotos... Literalmente".
La película fue beneficiaria del fondo para el desarrollo cinematográfico (FDC).

## Recepción
La película ha recibido en su mayoría, críticas desfavorables.  Felipe Rocha de The Bogotá Post calificó la película con 2.5 estrellas, señalando que: "Aunque es importante mostrar las razones de su comportamientos (Nico y Lorena), la calidad de la actuación desafortunadamente no llega a la intensidad de la historia, haciendo que la narrativa general pierda impulso. Pero los actores brillan cuando las exigencias del director son más físicas que verbales. Ambos actores tienen una gran relación y su conexión en la pantalla es innegable.
André Didyme-Dôme Fuentes de la revista Rolling Stone calificó a la película con 1.2 estrellas, diciendo "Es un producto nihilista lleno de violencia y sexo gratuito, (...) pero que es víctima de tres heridas mortales: un deficiente trabajo actoral de sus protagonistas, un ritmo irregular y una definición poco clara de su estilo".
Por otro lado, Oswaldo Osorio en el periódico El Colombiano de Medellín, seña que Aljure se encuentra en una transformación: "El Felipe Aljure de esas dos enérgicas y divertidas películas que son La gente de la universal (1995) y El colombian dream (2006) ya no está en Tres escapularios, o más bien, está transformado. Sigue siendo un cine lúcido y punzante con la realidad nacional, con tramas apuntaladas en triángulos amorosos e inquieto en sus búsquedas y soluciones estéticas, pero ese humor ingenioso y cáustico, así como la vivacidad de sus personajes, han desaparecido. El olor a muerte aquí es más espeso y el mundo interno de los protagonistas cambió la ironía,  el cinismo y la búsqueda del beneficio propio por la amargura, el resentimiento y un trastocado idealismo.

## Premios
| Año  | País           | Festival                                  | Premio                                     |
| ---- | -------------- | ----------------------------------------- | ------------------------------------------ |
| 2015 | Estados Unidos | Festival de Cine Colombiano de Nueva York | Mejor película de Ficción                  |
| 2015 | Estados Unidos | Festival de Cine Colombiano de Nueva York | Premio Actriz excepcional (Isabel Jiménez) |
| 2015 | Colombia       | 55° Festival de Cine de Cartagena         | Selección oficial                          |
| 2014 | Colombia       | Bogotá Audiovisual Market                 | Premio Cinecolor                           |

## Trivia
- La agencia de comunicaciones de la película fue Laboratorios Black Velvet.